# ADS 16402
ADS 16402 és un sistema estel·lar binari, compost de dues estrelles semblants al Sol situades a 450 anys llum a la constel·lació del Llangardaix. Les dues estrelles estan separades per 1.500 ua. S'estima que el sistema té uns 3.600 milions d'anys. The secondary star ADS 16402 B is also designated HAT-P-1.

## Sistema planetari
El 2006, el projecte HATNet va anunciar el descobriment d'un gegant gasós tipus júpiter calent en òrbita al voltant de l'estrella secundària. Seguint el projecte de designació emprat pel projecte HATNet, l'estrella secundària és coneguda com a HAT-P-1, i el planeta rep el nom de HAT-P-1b. L'astrònom Wladimir Lyra (2009) ha proposat Abas com a possible nom comú per a HAT-P-1 b.
| Company (en ordre des de l'estrella) | Massa            | Semieix major (ua) | Període orbital (days) | Excentricitat |
| ------------------------------------ | ---------------- | ------------------ | ---------------------- | ------------- |
| b                                    | 0.524 ± 0.031 MJ | 0.0553 ± 0.0014    | 4.4652934 ± 0.000093   | <0.067        |